# Parco nazionale di Kellerwald-Edersee
Il parco nazionale di Kellerwald-Edersee (in tedesco: Nationalpark Kellerwald-Edersee) è un parco nazionale situato in Assia, in Germania.